# Hexabranchus sanguineus
La ballarina espanyola (Hexabranchus sanguineus) (que significa literalment "sis brànquies de color sang"), és una espècie de mol·lusc gastròpode marí de la familia Hexabranchidae de gran mida i vistosos colors.

## Morfologia
Aquesta espècie de gran capacitat natatòria és un dels més grans de tots els nudibrànquis. S'han trobat espècimens de fins a més de 40 centímetres de longitud.
El nom de l'espècie, sanguineus, fa referència al seu color roig brillant, si bé també existeix una variant groga.
Aquest nudibranqui disposa de dos mètodes de locomoció molt diferents: el rastreig i la natació. Quan s'arrossega, els laterals del mantell (els parapodis s'acumulen prop del cos. Per contra, quan l'animal neda aquests s'estenen i produeixen un espectacular moviment ondulatori que permeten a l'animal impulsar-se.
L'animal rep el nom comú de "ballarina espanyola" perquè el moviment de natació giratori i el color vermell del seu mantell recorden els moviments de la faldilla d'una ballarina de flamenc.

## Distribució
Es troba a tota la zona tropical de l'oceà Índic, Pacífic i el Mar Roig. També se'n troben exemplars al Mar Mediterrani.

## Galeria

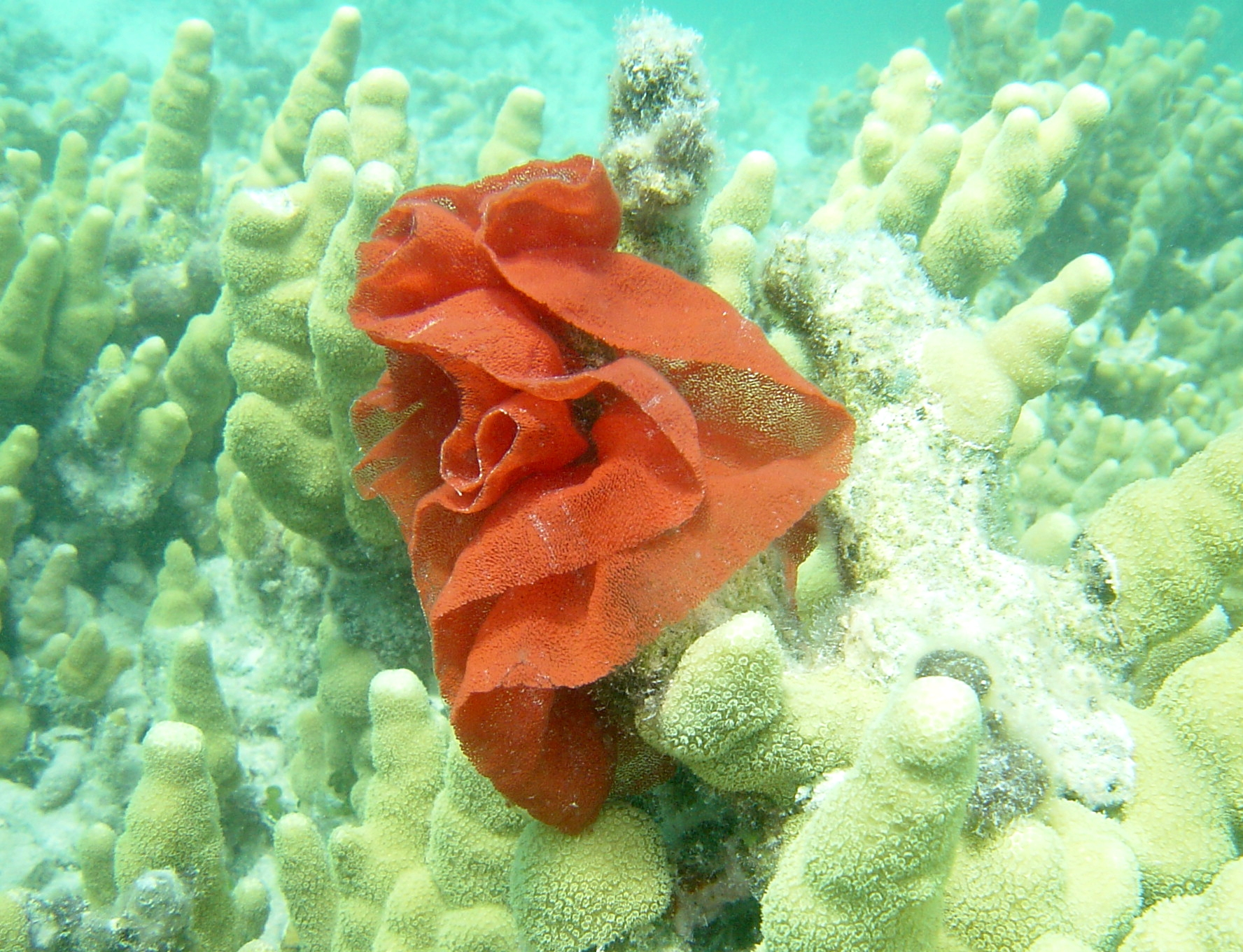
Hexabranchus sanguineus al nord-oest de les illes Hawaii.
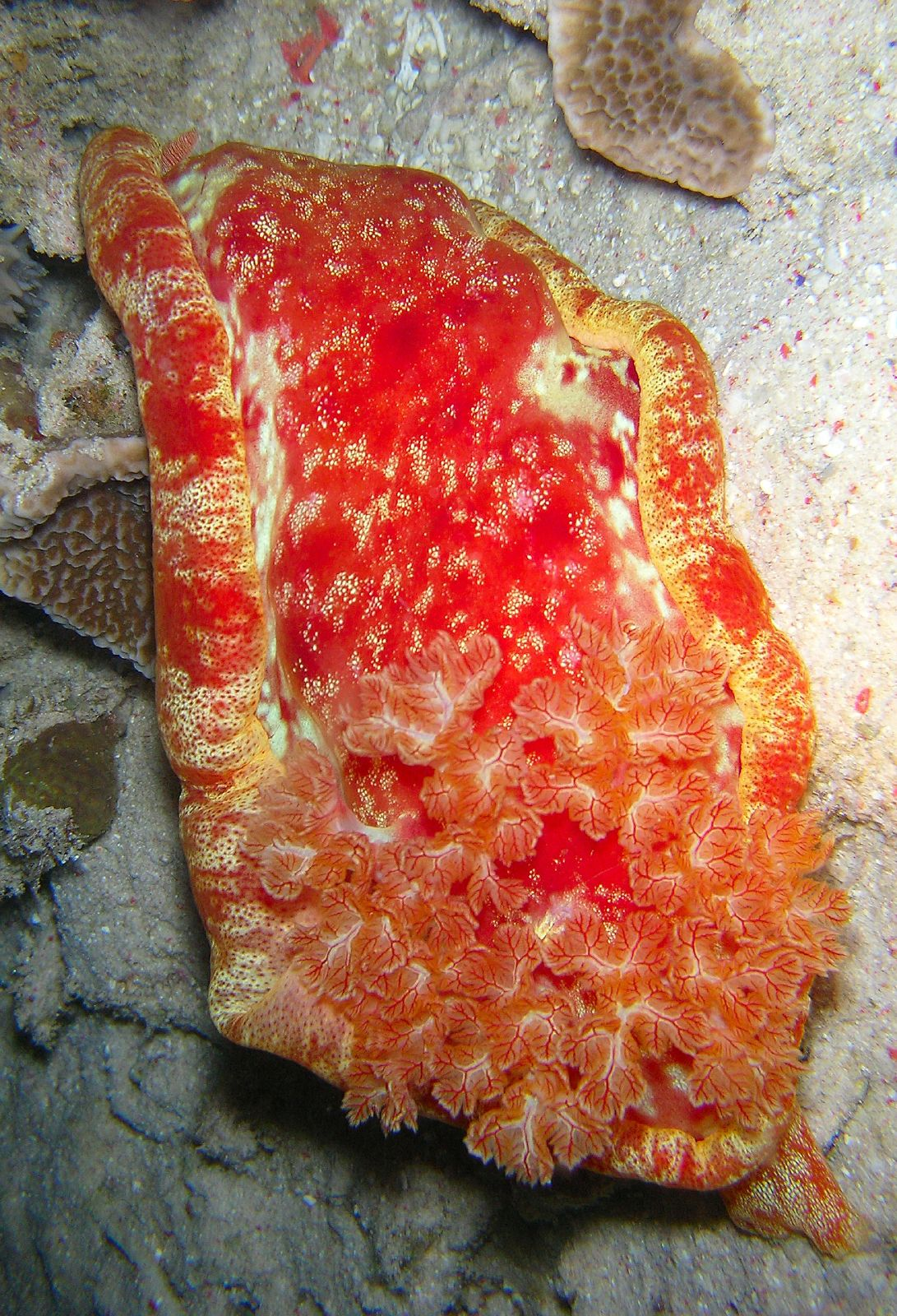
Ballarina espanyola, vista posterior, mostrant la seva brànquia dorsal.
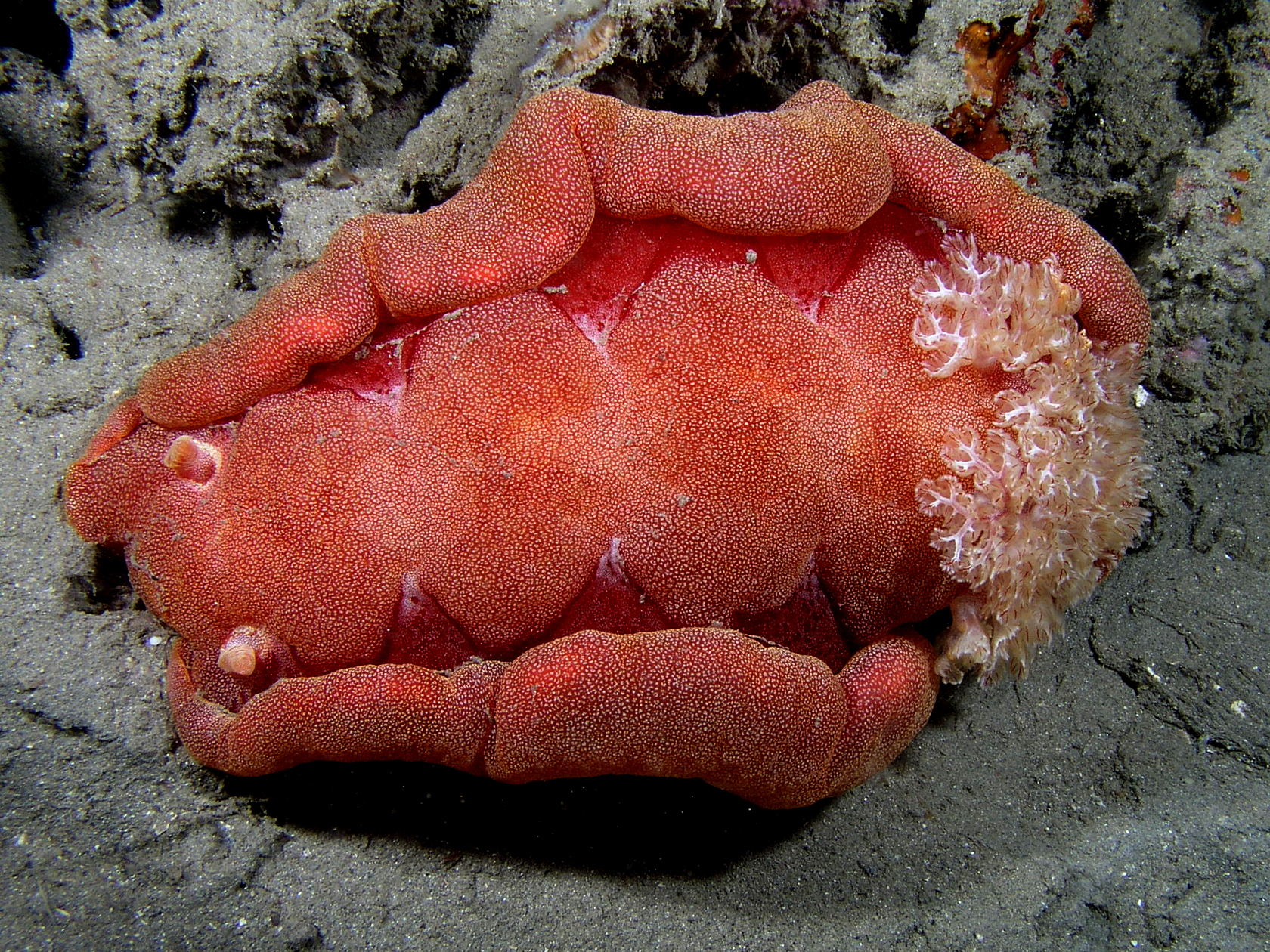
Trobada de nit a la costa nord de Timor de l'Est